# Robert Welsted
Robert Welsted (* 1670 oder 1671 in Bristol; † 1. Februar 1735 in London) war ein englischer Arzt und Lehrer.
Welsted war Sohn des Schulmeisters Leonard Welsted von Bristol. Er immatrikulierte an der St Edmund Hall in Oxford am 4. Dezember 1687. Nach der Gewinnung eines Stipendiums studierte er von 1689 bis 1698 am Magdalen College in Oxford, welches der irischstämmige Schriftsteller Oscar Wilde ebenfalls besuchte. Am 11. Dezember 1695 wurde ihm der akademische Grad des Lizenziats des Royal College of Physicians zugesprochen. Er arbeitete in Bristol als Mediziner, bevor er nach London umzog und dort am 3. September 1710 eine Licentia docendi („Erlaubnis, zu lehren“) erhielt.
1718 wurde er zu einem Mitglied der Royal Society bestimmt. Da er seine Tätigkeiten zuletzt nur noch schwer ausüben konnte, war er in seinen letzten Lebensjahren bis zu seinem Tod 1735 finanziell auf seinen Freund Hugh Boulter angewiesen.

## Werke (Auswahl)
- De Ætate vergente Liber, London 1724
- De adulta Ætate Liber, London 1725
- De Medicina Mentis Liber, London 1726
- Tentamen de variis Hominum Naturis, London 1730
- Tentamen alterum de propriis Naturarum Habitibus, London 1732